# Villeneuve-de-Duras
Villeneuve-de-Duras é uma comuna francesa na região administrativa da Nova Aquitânia, no departamento Lot-et-Garonne. Estende-se por uma área de 11,62 km². Em 2010 a comuna tinha 322 habitantes (densidade: 27,7 hab./km²).